# Liga de Voleibol Superior Masculino 1984
La Liga de Voleibol Superior Masculino 1984 si è svolta nel 1984: al torneo hanno partecipato 15 franchigie portoricane e la vittoria finale è andata per la sesta volta ai Plataneros de Corozal.

## Regolamento
La competizione vede le sedici franchigie partecipanti affrontarsi senza un calendario rigido fino ad arrivare a trenta incontri ciascuna:
- Le prime otto classificate accedono ai play-off scudetto, dove vengono accoppiate col metodo della serpentina, strutturati in quarti di finale e semifinali al meglio delle cinque gare, mentre la finale si gioca al meglio delle sette gare.

## Squadre partecipanti
| - Bucaneros de Arroyo - Caciques de Jayuya - Cafeteros de Yauco - Caribes de San Sebastián - Changos de Naranjito - Criollos de Caguas - Delfines de Trujillo - Gigantes de Adjuntas | - Guayacanes de Guayanilla - Leones de Ponce - Patriotas de Lares - Plataneros de Corozal - Playeros de San Juan - Tigres de Ensenada - Vaqueros de Bayamón |

## Campionato

### Regular season

#### Classifica
| Pos. | Squadra                  | Pt | G  | V  | P  | SV | SP | Ratio | PF | PS | Ratio |
| ---- | ------------------------ | -- | -- | -- | -- | -- | -- | ----- | -- | -- | ----- |
| 1    | Patriotas de Lares       | 56 | 30 | 28 | 2  |    |    |       |    |    |       |
| 2    | Plataneros de Corozal    | 54 | 30 | 27 | 3  |    |    |       |    |    |       |
| 3    | Caribes de San Sebastián | 50 | 30 | 25 | 5  |    |    |       |    |    |       |
| 4    | Changos de Naranjito     | 44 | 30 | 22 | 8  |    |    |       |    |    |       |
| 5    | Cafeteros de Yauco       | 42 | 30 | 21 | 9  |    |    |       |    |    |       |
| 6    | Guayacanes de Guayanilla | 42 | 30 | 21 | 9  |    |    |       |    |    |       |
| 7    | Delfines de Trujillo     | 42 | 30 | 21 | 9  |    |    |       |    |    |       |
| 8    | Criollos de Caguas       | 34 | 30 | 17 | 13 |    |    |       |    |    |       |
| 9    | Leones de Ponce          | 24 | 28 | 12 | 16 |    |    |       |    |    |       |
| 10   | Tigres de Ensenada       | 22 | 30 | 11 | 19 |    |    |       |    |    |       |
| 11   | Gigantes de Adjuntas     | 14 | 28 | 7  | 21 |    |    |       |    |    |       |
| 12   | Playeros de San Juan     | 12 | 26 | 6  | 20 |    |    |       |    |    |       |
| 13   | Bucaneros de Arroyo      | 10 | 30 | 5  | 25 |    |    |       |    |    |       |
| 14   | Vaqueros de Bayamón      | 8  | 29 | 4  | 25 |    |    |       |    |    |       |
| 15   | Caciques de Jayuya       | 2  | 30 | 1  | 29 |    |    |       |    |    |       |

| Ai play-off scudetto |

### Play-off
|  | Quarti di finale | Quarti di finale         | Quarti di finale         |                      |                          | Semifinali            | Semifinali | Semifinali |  |  | Finale | Finale                | Finale |
|  |                  |                          |                          |                      |                          |                       |            |            |  |  |        |                       |        |
|  | 1                | Patriotas de Lares       | 3                        |                      |                          |                       |            |            |  |  |        |                       |        |
|  | 8                | Criollos de Caguas       | 0                        |                      |                          |                       |            |            |  |  |        |                       |        |
|  | 8                | Criollos de Caguas       | 0                        |                      | 1                        | Patriotas de Lares    | 0          |            |  |  |        |                       |        |
|  |                  |                          |                          |                      | 1                        | Patriotas de Lares    | 0          |            |  |  |        |                       |        |
|  |                  | 4                        | Changos de Naranjito     | 3                    |                          |                       |            |            |  |  |        |                       |        |
|  | 4                | 4                        | Changos de Naranjito     | 3                    | Changos de Naranjito     | 3                     |            |            |  |  |        |                       |        |
|  | 4                |                          |                          |                      | Changos de Naranjito     | 3                     |            |            |  |  |        |                       |        |
|  | 5                | Cafeteros de Yauco       | 0                        |                      |                          |                       |            |            |  |  |        |                       |        |
|  |                  |                          |                          |                      |                          |                       |            |            |  |  | 2      | Plataneros de Corozal | 4      |
|  |                  |                          | 4                        | Changos de Naranjito | 0                        |                       |            |            |  |  |        |                       |        |
|  | 2                | Plataneros de Corozal    | 3                        |                      |                          |                       |            |            |  |  |        |                       |        |
|  | 7                | Delfines de Trujillo     | 0                        |                      |                          |                       |            |            |  |  |        |                       |        |
|  | 7                | Delfines de Trujillo     | 0                        |                      | 2                        | Plataneros de Corozal | 3          |            |  |  |        |                       |        |
|  |                  |                          |                          |                      | 2                        | Plataneros de Corozal | 3          |            |  |  |        |                       |        |
|  |                  | 3                        | Guayacanes de Guayanilla | 0                    |                          |                       |            |            |  |  |        |                       |        |
|  | 3                | 3                        | Guayacanes de Guayanilla | 0                    | Caribes de San Sebastián | 2                     |            |            |  |  |        |                       |        |
|  | 3                |                          |                          |                      | Caribes de San Sebastián | 2                     |            |            |  |  |        |                       |        |
|  | 6                | Guayacanes de Guayanilla | 3                        |                      |                          |                       |            |            |  |  |        |                       |        |